# قائمة البعثات الدبلوماسية في زيمبابوي

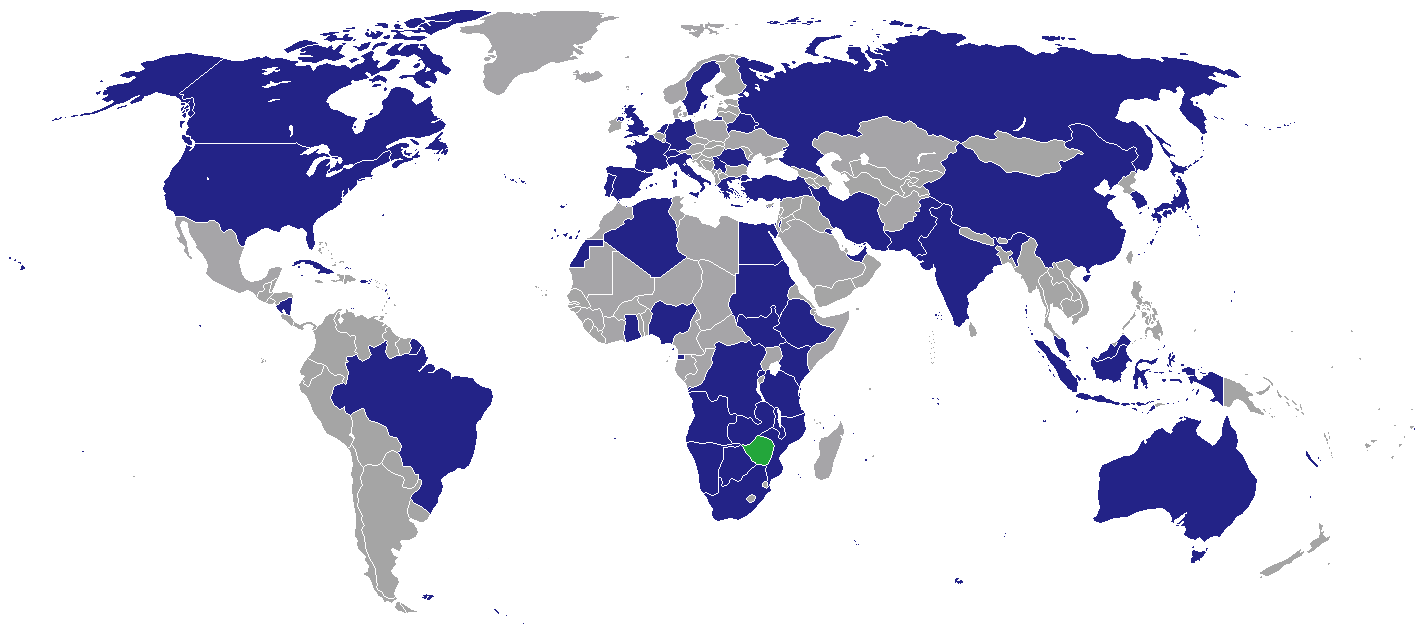
خريطة البعثات الدبلوماسية في زيمبابوي

هذه قائمة البعثات الدبلوماسية في زيمبابوي. تستضيف العاصمة في هراري 50 سفارة. لدى العديد من الدول الأخرى سفراء معتمدون من عواصم أخرى، ولا سيما بريتوريا وأديس أبابا. وأغلقت بعض الدول سفاراتها في زيمبابوي في السنوات الأخيرة احتجاجا على سياسات الرئيس روبرت موغابي.

## السفارات في هراري
- الجزائر
- أنغولا
- أستراليا
- بوتسوانا
- البرازيل
- كندا
- الصين
- كوبا
- جمهورية الكونغو الديمقراطية
- مصر
- غينيا الاستوائية
- إثيوبيا
- فرنسا
- ألمانيا
- غانا
- اليونان
- الكرسي الرسولي
- الهند
- إندونيسيا
- إيران
- إيطاليا
- اليابان
- كينيا
- الكويت
- مالاوي
- ماليزيا
- موزمبيق
- ناميبيا
- هولندا
- نيجيريا
- باكستان
- فلسطين
- البرتغال
- رومانيا
- روسيا
- رواندا
- الجمهورية العربية الصحراوية الديمقراطية
- جنوب إفريقيا
- كوريا الجنوبية
- جنوب السودان
- إسبانيا
- السودان
- السويد
- سويسرا
- تنزانيا
- تركيا
- الإمارات العربية المتحدة
- المملكة المتحدة
- الولايات المتحدة
- زامبيا

## وظائف أخرى في هراري
- الاتحاد الأوروبي (وفد)
- كوريا الشمالية (مكتب تجارة)

## القنصليات العامة / القنصليات

### موتاري
- موزمبيق (القنصلية العامة)[1]

## السفارات المعتمدة غير المقيمة
مقيم في بريتوريا، جنوب أفريقيا:
- الأرجنتين
- النمسا
- بنغلاديش
- بيلاروس[2]
- بلجيكا[3]
- بلغاريا
- جمهورية إفريقيا الوسطى
- الكاميرون[4]
- تشيلي
- جمهورية الكونغو
- كرواتيا[5]
- قبرص[6]
- الدنمارك
- إسواتيني
- غينيا
- غيانا
- المجر
- جمهورية أيرلندا
- الأردن
- لبنان
- ليسوتو
- مالي[7]
- موريشيوس
- المكسيك
- النرويج
- نيوزيلندا
- سلطنة عمان
- بيرو
- بولندا[8]
- الفلبين
- صربيا
- سوريا
- سلوفاكيا
- تايلاند
- توغو
- ترينيداد وتوباغو[9]
- تونس
- أوغندا
- أوكرانيا
- الأوروغواي
- فيتنام
- اليمن

مقيم في مدن أخرى
- جزر البهاما (أوتاوا)
- بروناي (نيودلهي)
- الرأس الأخضر (لواندا)
- فنلندا (لوساكا)[10]
- إسرائيل (القدس)[11]
- قرغيزستان (الرياض)
- جزر المالديف (نيودلهي)
- نيبال (القاهرة)
- نيكاراغوا (القاهرة)
- كوريا الشمالية (دار السلام)
- السعودية (مابوتو)
- سيراليون (نيروبي)
- سنغافورة (سنغافورة)
- سريلانكا (نيروبي)
- تركمانستان (الرياض)
- طاجيكستان (القاهرة)

## بعثات منتهية
| المدينة | الدولة         | مستوى البعثة | سنة النهاية | مراجع         |
| ------- | -------------- | ------------ | ----------- | ------------- |
| هراري   | الأرجنتين      | السفارة      | 2002        | [ 12 ]        |
| هراري   | النمسا         | السفارة      | 2011        | [ 13 ]        |
| هراري   | بلغاريا        | السفارة      |             | [ 14 ]        |
| هراري   | Czechia        | السفارة      |             |               |
| هراري   | الدنمارك       | السفارة      | 2016        | [ 15 ]        |
| هراري   | فنلندا         | السفارة      | 2002        | [ 16 ]        |
| هراري   | ليبيا          | السفارة      | 2011        | [ 17 ] [ 18 ] |
| هراري   | المكسيك        | السفارة      | 1994        | [ 19 ]        |
| هراري   | نيوزيلندا      | السفارة      | 1998        | [ 20 ]        |
| هراري   | كوريا الشمالية | السفارة      | 1998        | [ 21 ] [ 22 ] |
| هراري   | النرويج        | السفارة      | 2016        | [ 23 ]        |
| هراري   | بولندا         | السفارة      | 2008        | [ 24 ]        |
| هراري   | سلوفاكيا       | السفارة      | 2004        | [ 25 ]        |
| هراري   | فيتنام         | السفارة      | 1990        | [ 26 ]        |